# هال جولدسميث
هال جولدسميث (بالإنجليزية: Hal Goldsmith)‏ هو لاعب كرة قاعدة أمريكي، ولد في 18 أغسطس 1898 في بيكونيك في الولايات المتحدة، وتوفي في 20 أكتوبر 1985 في Riverhead, New York ‏ في الولايات المتحدة.

## وصلات خارجية
- هال جولدسميث على موقعبيزبول رفرنس.كوم (الدوري الرئيسي) (الإنجليزية)